# 코옵
코옵(독일어: Coop, [ˈkoːp])은 스위스 최대의 도소매 회사 중 하나이다. 약 250만명의 회원이 있는 협동조합 형태로 구성되어 있다.
2019년 기준, 코옵은 스위스에서 2,478개의 매장을 운영하고, 9만 명 이상의 직원을 고용하고 있다. 스위스 유기농 생산자 협회인 비오 스위스(Bio Suisse)에 따르면 코옵은 스위스에서 판매되는 전체 유기농 식품의 절반을 차지한다. 2011년 6월, 독일의 독립 평가 기관인 외콤 리서치는 코옵에 "세계에서 가장 지속 가능한 소매업체"라는 칭호를 수여했다. 코옵에는 코옵 외코플란(Coop Oecoplan, 다양한 일상 생활 제품), 코옵 나투라라인(Naturaline, 섬유 제품) 및 코옵 나투라플란(Naturaplan, 식품)의 세 가지 주요 브랜드가 있다. 회사는 공정무역 라벨이 붙은 막스 하벌라르(Max Havelaar) 제품도 판매한다.
코옵은 또한 프리 그란티(Prix Garantie)라는 저가 제품 라인을 보유하고 있다. 코옵은 스위스 초콜릿 회사 할바(Halba)를 소유하고 있다.
코옵은 《코옵차이퉁》(Coopzeitung , 독일어), 《코오페라시옹》(Coopération, 프랑스어) 및 《코오페라치오네 》(Cooperazione, 이탈리아어)라는 주간지를 발행한다.
이 체인은 coop.ch에 온라인으로 존재한다. 웹 사이트는 코옵 매장에서 볼 수 있는 것과 거의 동일한 제품을 제공하며 식료품, 와인, 꽃, 책 및 기타 제품을 스위스와 리히텐슈타인의 고객에게 제공한다. 현재 독일어, 프랑스어, 이탈리아어 및 영어로 서비스를 판매하고 있다.

## 개요

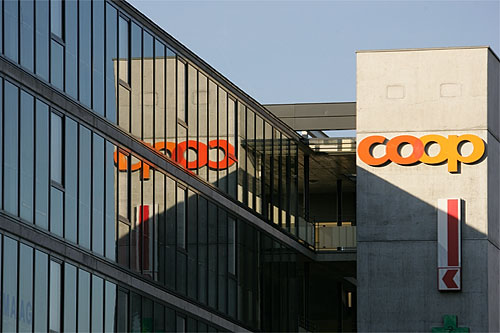
오버빌의 쇼핑센터 내 코옵

코옵 그룹은 스위스에 본사가 있으며 소매, 도매 및 생산 부문에서 운영된다. 코옵 그룹은 식품, 비식품 및 서비스 부문에서 매장 형식을 운영한다. 코옵은 트란스르메 홀딩 AG(Transgourmet)와 함께 유럽에서 두 번째로 큰 현금과 휴대 및 도매 용품 사업이다. 전체적으로 코옵 그룹은 스위스에 약 2,000개의 소매점을 보유하고 있으며, 스위스 및 기타 유럽 국가에 124개의 현금과 휴대 시장을 보유하고 있다. 코옵 그룹은 약 80,000명의 직원을 두고 있으며, 스위스에는 약 54,000명의 직원이 있다.

## 역사
1864년, 섬유산업 기업가인 장 제니 리펠(Jean Jenny-Ryffel)은 글라루스주의 슈반덴에서 스위스 최초의 소비자 협동조합을 결성했다. 그 후 몇 년 동안 다른 많은 협동조합이 이 나라에서 생겨났다. 1890년에 그들 중 많은 사람들이 함께 결합하여 스위스 소비자 협회(VSK)(프랑스어: Union suisse des sociétés de consommation, USC)를 결성했다. 1969년에 현재 이름인 코옵 게노센샤프트(프랑스어: Coop société coopérative, 이탈리아어: Coop società cooperativa)로 개명했다.
1927년, 스위스 소비자 협회와 스위스 노동조합 연맹은 중앙은행 협동조합(프랑스어: Banque Centrale Coopérative, 이탈리아어: Banca Centrale Cooperativa)를 설립했다. 1970년 주식회사가 되었고, 1995년에 방크 코옵(프랑스어: Banque Coop; 이탈리아어: Banca Coop)으로 이름을 바꾸었다. 1999년에 바젤 주립은행이 대주주가 되었다. 2017년 5월 19일에 기관은 포괄적인 브랜드 변경을 수행하여 방크 클레르(독일어: Bank Cler, 프랑스어: Banque Cler ; 이탈리아어: Banca Cler)가 되었다.

## 셀프 계산대
코옵은 2005년 파사베네(Passabene)라는 자체 시스템을 도입한 스위스 최초의 셀프계산대를 제공업체 중 하나였다. 이 시스템은 80개 매장에서 사용 중이다. 코옵은 이 애플리케이션을 위해 모톨롤라 솔루션의 MC17T 소매 모바일 컴퓨터를 사용한다. 그들은 나중에 고객이 항목을 스캔하는 데 사용할 수 있는 모바일 앱을 도입했다. 2015년 11월 현재 코옵 POS 장치는 애플페이를 허용하지만, 코옵 프론토 주유소 펌프는 NFC 기능이 없기 때문에 허용하지 않는다.

## 지하 물류
Cargo Sous Terrain (CST)은 계획된 지하 물류 시스템이다. 미텔란트 지역의 첫 번째 단계는 2030년대 초로 예정되어 있다. 2016년 1월 현재 회사의 각 협회(Förderverein Cargo sous Terrain)는 바젤 코옵(Genossenschaft Basel) 소재지를 기반으로 한다.

## 스위스밀

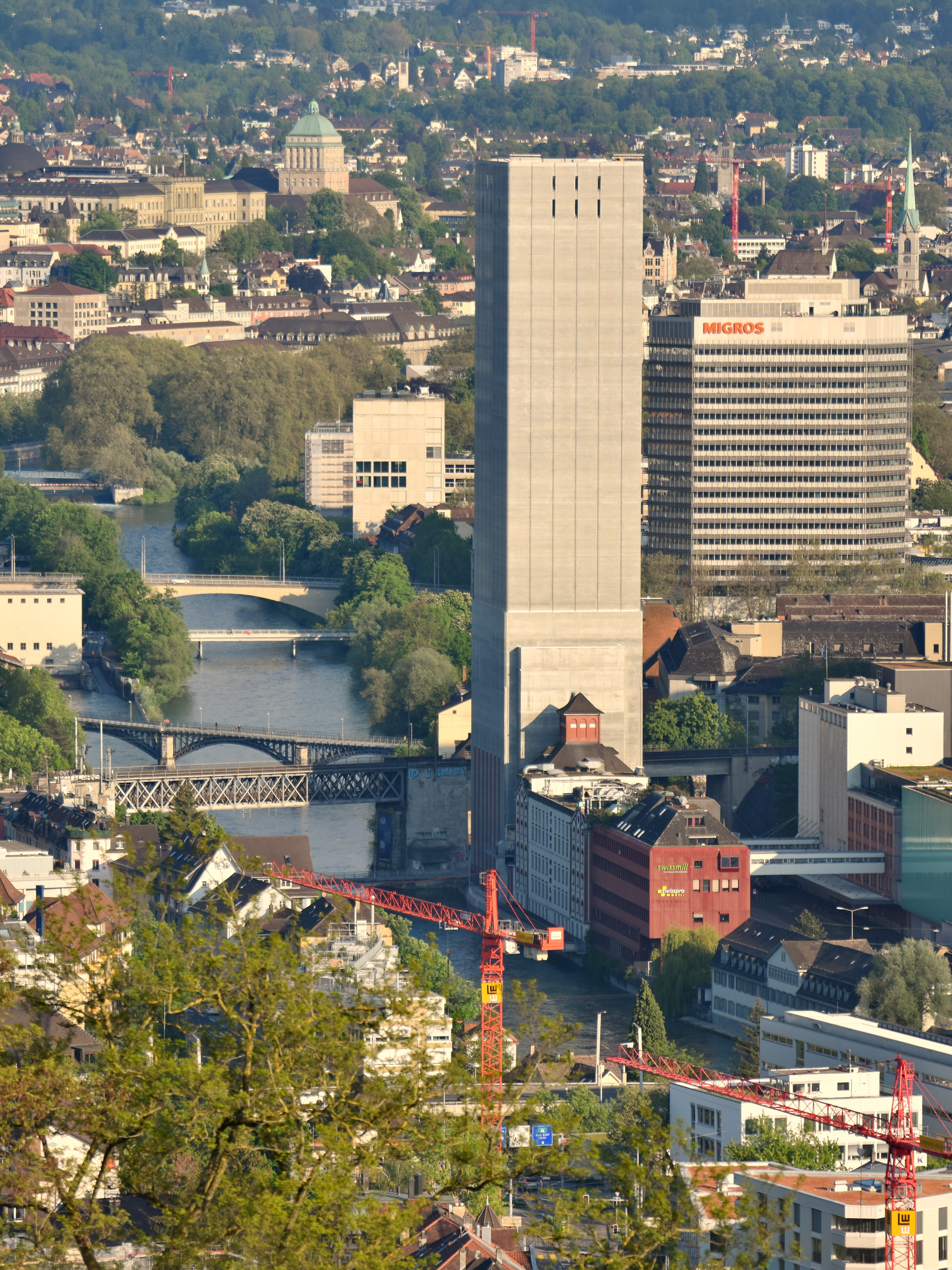
리마트강과 스위스밀 타워

스위스밀(Swissmill)은 스위스에서 가장 큰 곡물 창고를 운영하여 매일 800톤의 곡물을 생산하며, 이는 국내 곡물 요구량의 30%에 해당한다. 식사는 스위스 소매업체인 코옵, Volg 및 Landi에서 생산하는 모든 빵 제품을 위해 준비한다. 취리히에 있는 스위스밀 타워의 외관과 높이는 논란의 여지가 있지만, 시 당국은 사일로가 의도적으로 미학적으로 의식적으로 설계되었다고 주장한다. 외관은 내부를 표현하기 위한 것으로 산업 플랜트이다.